# گهرسرپاور چتری
گهرسرپاور چتری یا ماهی مرکب چتری (نام علمی: Histioteuthis bonnellii)، گونه‌ای از گهرسرپاورهای چشم‌خروسی وابسته به خانواده Histioteuthidae است.

## پراکندگی
این گونه بیشتر در اقیانوس اطلس پراکنش دارد. می‌توان آن را در سواحل آرژانتین، آفریقای جنوبی و دریای تاسمان یافت. جمعیتی در دریای مدیترانه وجود دارد. ممکن است چندین زیرگونه در اقیانوس اطلس وجود داشته باشد.